# Marlboro

Logo marki Marlboro

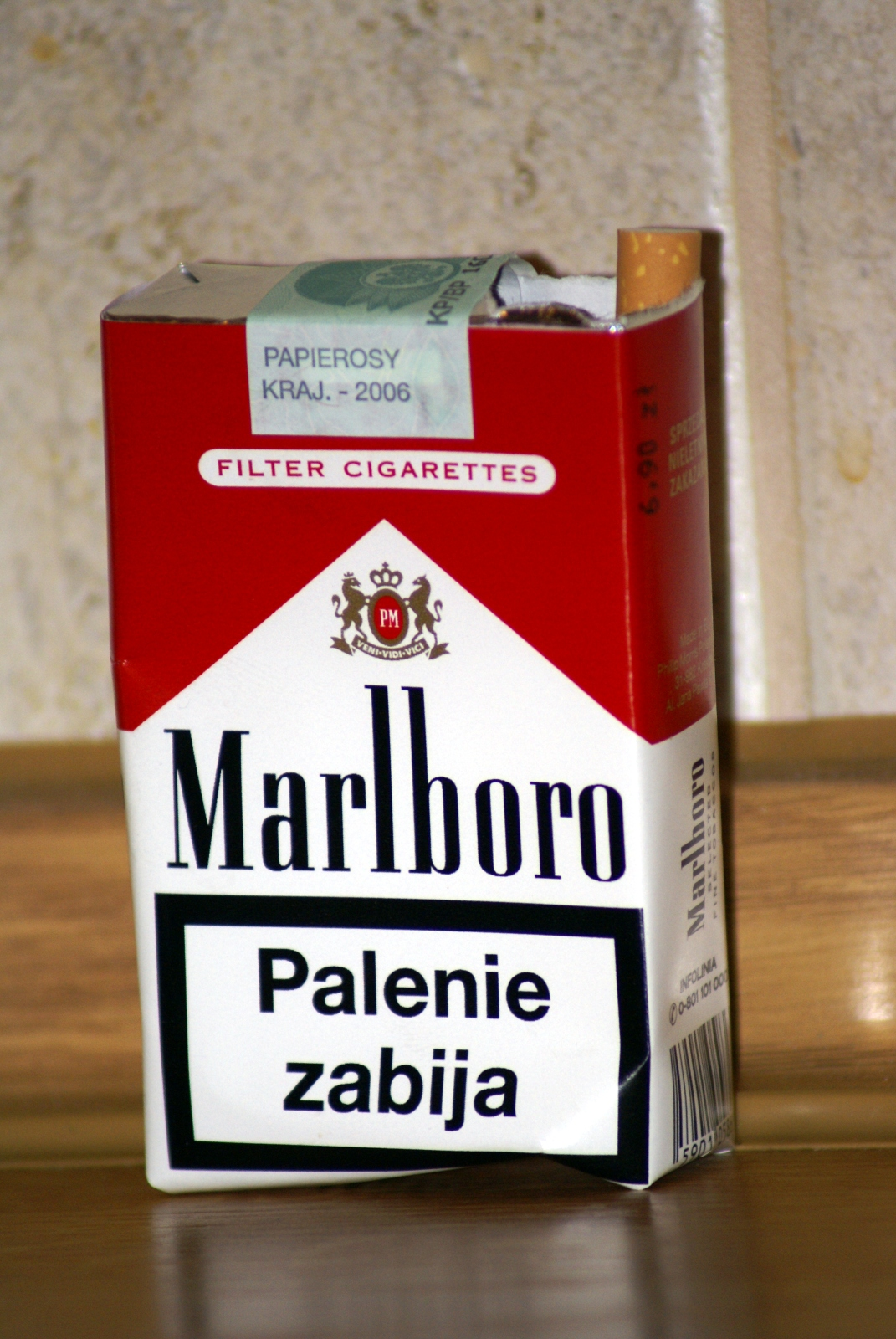
Czerwone Marlboro w miękkiej paczce

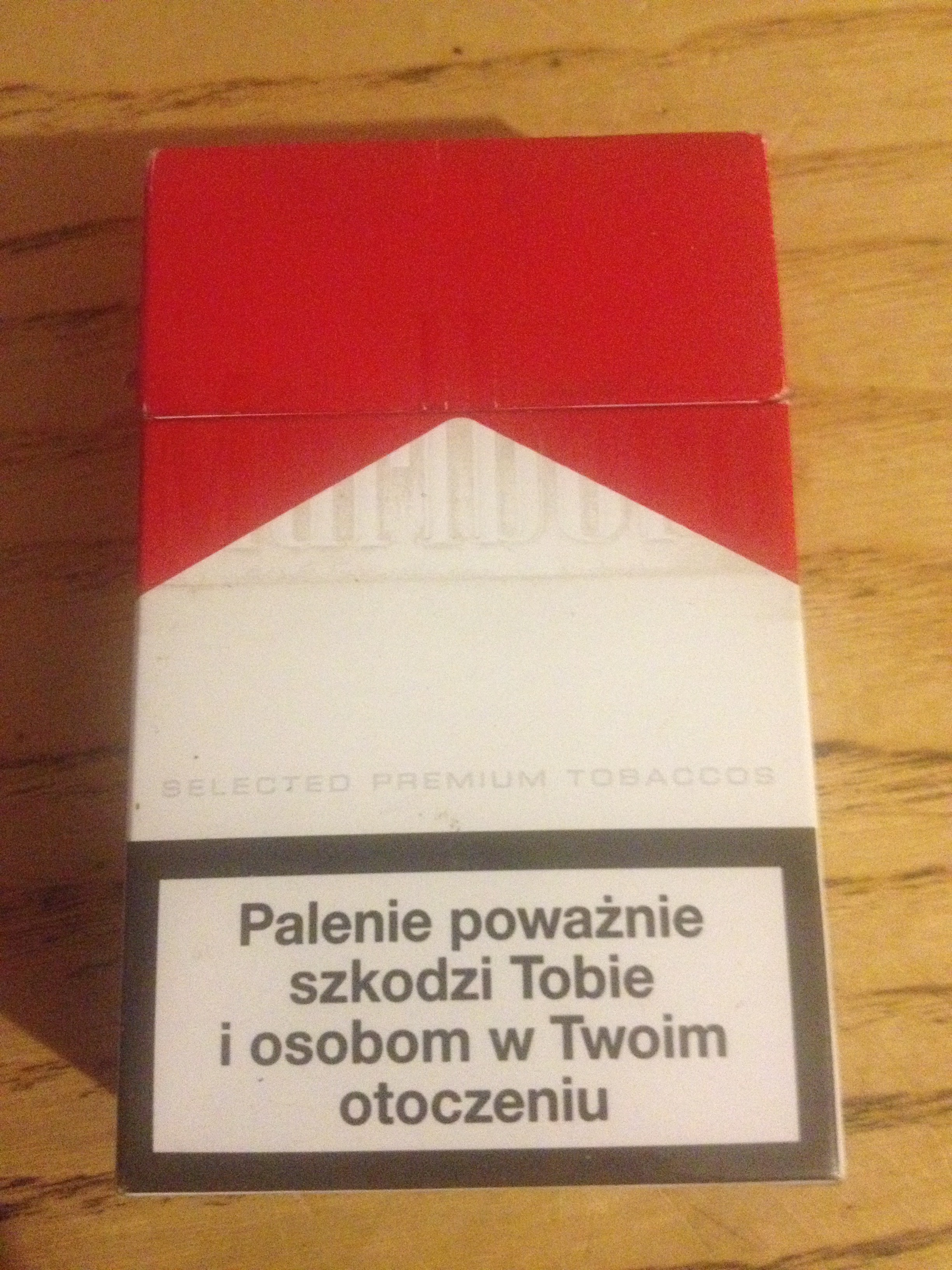
Współczesna paczka Marlboro Red

Marlboro – jedna z najbardziej znanych na świecie marek papierosów, produkowana przez firmę Philip Morris International, należącą niegdyś do holdingu Altria Group Inc. Widoczne niekiedy na paczce słowa Veni, vidi, vici są nawiązaniem do znanej wypowiedzi Juliusza Cezara.

## Historia
Początki marki sięgają roku 1902, kiedy to Philip Morris, londyński przemysłowiec, otworzył filię swojej fabryki w Nowym Jorku. Nazwę papierosów zaczerpnięto od ulicy, przy której mieściła się fabryka Philipa Morrisa w Londynie (Great Marlborough Street). Papierosy Marlboro miały pierwotnie czerwone ustniki, aby nie było widać na nich śladów szminki, gdyż były przeznaczone głównie dla kobiet.
Od lat 50. XX wieku reklamy Marlboro zostały skierowane również do mężczyzn. Symbolem marki stał się wówczas Marlboro Man – niezłomny i wolny kowboj, budzący zazdrość mężczyzn i pożądanie kobiet. Skuteczna kampania reklamowa wymyślona przez Amerykanina Leo Burnetta sprawiła, że Marlboro stało się najlepiej sprzedającą się marką papierosów na świecie. Marlboro Man reprezentował styl życia, w którym papieros jest nieodłącznym atrybutem męskości. W rzeczywistości stał się natomiast symbolem zmierzchu ery nikotynowej. Wszyscy trzej mężczyźni, reklamujący w kolejnych okresach świetności wyroby Phillipa Morrisa (Wayne McLaren, David McLean i Dick Hammer), zmarli na choroby wywołane nikotynizmem.
Papierosy te stały się też nieodłącznym znakiem wykonawców rock and rolla i świata artystów. Do palenia Marlboro przyznawali się lub przyznają m.in.: Jim Morrison – wokalista The Doors, Lemmy Kilmister (Motörhead), Ville Valo – wokalista HIM, Slash – członek Guns N’ Roses, gitarzysta The Rolling Stones – Keith Richards, oraz Dalida francuska piosenkarka.

## Marlboro w Formule 1

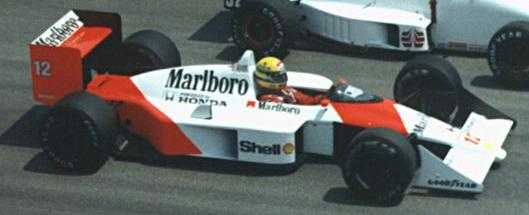
Bolid McLarena z logo firmy

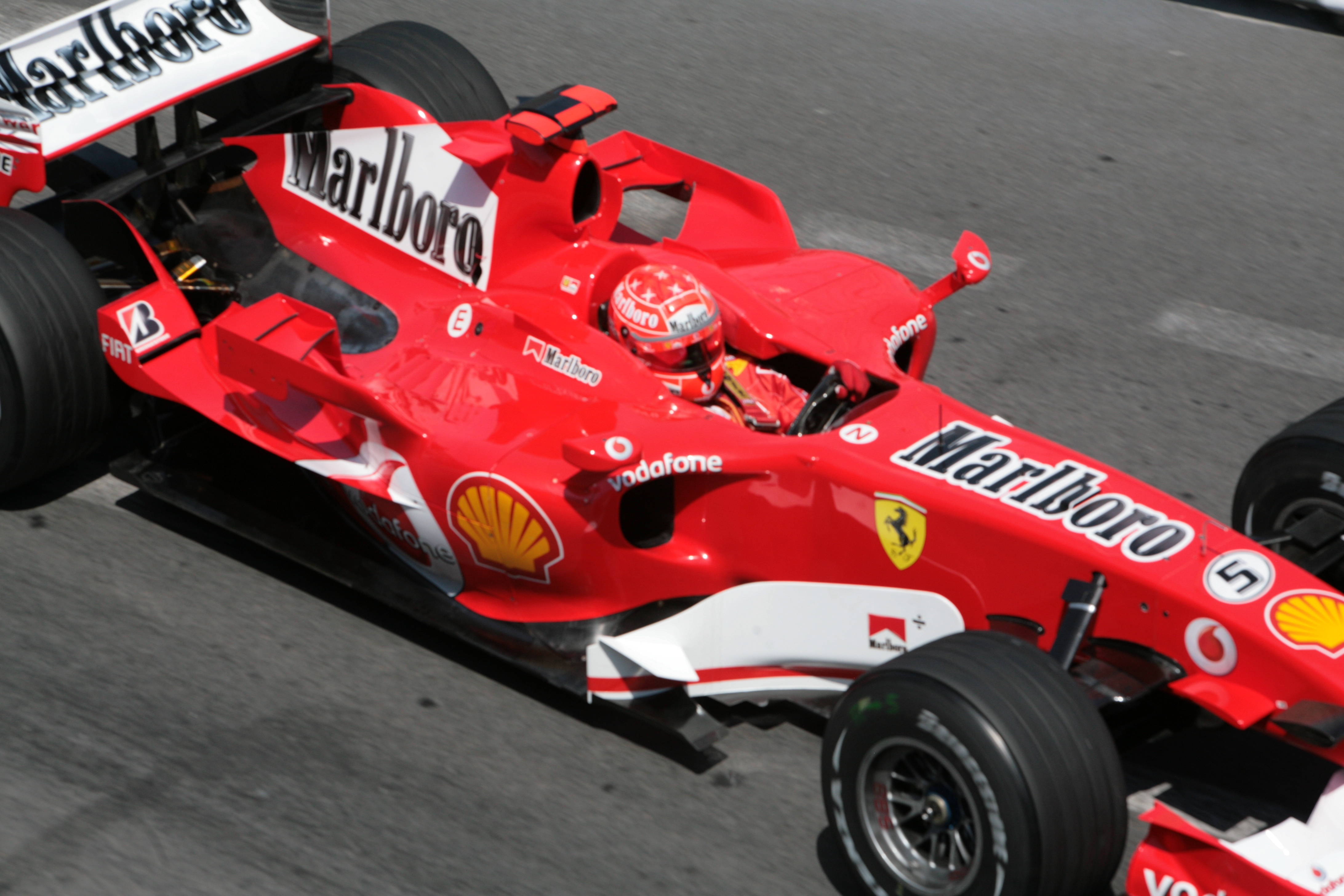
Bolid Ferrari z logo firmy

Marka jest także jednym z najbardziej rozpoznawalnych sponsorów w Formule 1, w której obecna była od początku lat 70. Firma sponsorowała wiele zespołów, ale najbardziej kojarzona jest ze współpracy z McLarenem i Ferrari. W związku z ograniczeniami dotyczącymi reklamy wyrobów tytoniowych znaki handlowe były usuwane z karoserii podczas wyścigów w niektórych krajach. Po raz ostatni logo Marlboro pojawiło się na Grand Prix Chin 2007. Od 2008 napis Marlboro nie pojawia się już na samochodach włoskiego konstruktora. Do maja 2010 w dawnym miejscu logo widniał charakterystyczny kod kreskowy. Przez kilka lat ewoluował, tak aby bardziej przypominać swojego poprzednika. Po protestach Ferrari zdecydowało zmienić pionowe paski na białą linię w kształcie litery U. Umowa sponsorska wygasnąć miała w roku 2015, jednak została po cichu przedłużona o kolejne trzy lata. Po wprowadzeniu zakazu reklamy papierosów, Philip Morris International (PMI) kontynuował współpracę z Ferrari, ale w zmienionej formie. W 2018 roku PMI wprowadził projekt Mission Winnow, który miał na celu promowanie przyszłości bez dymu tytoniowego. Logo Mission Winnow pojawiło się na bolidach Ferrari, ale zostało usunięte z europejskich wyścigów ze względu na przepisy dotyczące reklamy.Pod koniec sezonu 2021, branding Mission Winnow został usunięty z oficjalnej nazwy zespołu oraz z bolidów. Jednak w 2022 roku, podczas Grand Prix Australii, potwierdzono, że Mission Winnow powróci jako partner zespołu. W 2025 roku, Philip Morris International zakończył współpracę z Ferrari, a na ich miejsce weszli nowi sponsorzy, tacy jak UniCredit, IBM i Hewlett-Packard.

## Warianty
- Marlboro Red KS
- Marlboro Soft KS Red (Red w miękkim opakowaniu – wzorowane na stylu amerykańskim)
- Marlboro Red 100mm
- Marlboro Gold KS
- Marlboro Soft KS Gold (Gold w miękkim opakowaniu)
- Marlboro Gold 100mm
- Marlboro Gold EDGE SSL (Gold w wersji Slim)
- Marlboro Prime Edge 100mm
- Marlboro Silver KS
- Marlboro White Green KS
- Marlboro Flavor Plus KS
- Marlboro Mint Stream 100mm[potrzebny przypis]
- Marlboro Beyond KS (Marlboro Red z kapsułką mentolową w filtrze, która po ściśnięciu zmienia smak papierosa w mentolowy)
- Marlboro Gold Beyond KS (Gold również z mentolową kapsułką w filtrze)
- Marlboro Ice Blast (z mentolową kapsułką w filtrze, zastąpiły na rynku Marlboro Frost Blue)

Okresowo wprowadzane są również promocyjne wersje opakowań.

## Morley
Morley – fikcyjna marka papierosów, wyglądem i nazwą nawiązująca do marki wzornictwa opakowań Marlboro. Marka Morley, wymyślona przez amerykańskich producentów filmowych, występuje w licznych serialach telewizyjnych oraz filmach, między innymi Z Archiwum X (który spopularyzował ową markę),The Walking Dead, 24 godziny oraz Beverly Hills, 90210. Morley stał się symbolem amerykańskiej kultury masowej za sprawą postaci Palacza występującej w Z Archiwum X, uznanej za narzędzie propagandy przemysłu tytoniowego.